# Ectenessa andrei
Ectenessa andrei là một loài bọ cánh cứng trong họ Cerambycidae.